# Estadio Yankel Rosenthal
Estadio Yankel Rosenthal – stadion piłkarski w honduraskim mieście San Pedro Sula, w departamencie Cortés. Obiekt może pomieścić 15 000 widzów, a swoje mecze rozgrywa na nim drużyna CD Marathón.
Budowa stadionu rozpoczęła się w 2006 roku; początkowo miała być zakończona w 2007 roku, lecz termin ten przesunięto o kilka lat z powodu kłopotów finansowych. Obiekt znajduje się w dzielnicy Colonia de San José, a jego inauguracja nastąpiła 11 sierpnia 2010 roku podczas spotkania lokalnego zespołu CD Marathón z Deportes Savio. Mecz zakończył się ostatecznie wynikiem 1:1, zaś premierowego gola strzelił w 27. minucie zawodnik gości Juan Ramón Mejía. Stadion nosi imię Yankela Rosenthala, prezesa i częściowego właściciela Marathónu, który zapoczątkował budowę areny; dzięki temu Marathón został pierwszym klubem w Hondurasie, który zarządza własnym obiektem.